# Armand Marquiset
Armand Marquiset (* 29. September 1900 im Château de Montguichet, Gagny, Région Parisienne; † 14. Juli 1981 in Burtonport, Irland) war ein französischer Humanist, Philanthrop und Wohltäter. Marquiset entstammte einer wohlhabenden Pariser Familie und begann als Schüler von Nadia Boulanger eine Karriere als Pianist und Komponist. Er gründete mehrere wohltätige Organisationen, u. a. Les petits frères des Pauvres (1946) und die Frères des Hommes (1965).

## Schriften
- Des fleurs avant le pain. Paris: Cerf, 1982. (Eintrag im K10plus)